# Krępa Górna
Krępa Górna is een plaats in het Poolse district  Lipski, woiwodschap Mazovië. De plaats maakt deel uit van de gemeente Lipsko en telt 320 inwoners.